# Liet Internacional
O Liet Internacional (em frísio ocidental: Liet Ynternasjonaal), conhecido anteriormente como Liet-Lávlut, é um concurso musical realizado anualmente para os músicos que interpretem as canções em qualquer língua minoritária da Europa. Foi celebrado inicialmente na Frísia, nos Países Baixos, em 2002.

## Qualificação
Os vencedores de determinados concursos musicais para determinadas línguas ou grupos linguísticos são qualificados automaticamente como participantes no Liet Internacional. Esses concursos funcionam com fases de seleção para o concurso internacional, e incluem os prémios:
- Liet (frísio ocidental)
- Prémio de Melhor Canção (Premiu al Meyor Cantar, asturiano)
- Grande Prémio Lapónico de (lapão)
- SUNS (línguas minoritárias da Itália e da região alpina)
- Laulun Laulut (línguas minoritárias das regiões nórdicas e bálticas, 2007)
- Nós Úr (línguas celtas e escocesas, 2008-2009)
- Liet Córsega (corso, 2012)

## Liet Internacional de 2002
A primeira edição do concurso foi realizada a 28 de abril de 2002 no teatro De Harmonie, em Leeuwarden, na Frísia, nos Países Baixos. 
| Artista          | Canção            | Língua              | Prémios                      | Posição |
| ---------------- | ----------------- | ------------------- | ---------------------------- | ------- |
| Angelit          |                   | lapão               |                              | 3       |
| Da Åntretemåntre |                   | frísio setentrional |                              |         |
| Bat Bitten       |                   | basco               |                              |         |
| ChëCZ            |                   | cassúbio            |                              |         |
| Flat Out!        | "Fûgelfrij"       | frísio ocidental    | Prémio Liet de 2002          |         |
| Gwerinos         |                   | galês               |                              |         |
| Le Chéile Trio   |                   | irlandês            |                              |         |
| Mescladissa      |                   | occitano            |                              |         |
| Stone Age        |                   | bretão              |                              | 2       |
| Pomada           | "En Pere Gallerí" | catalão             | Prémios do Júri e do Público | 1       |

## Liet Internacional de 2003
A segunda edição foi realizada novamente no teatro De Harmonie, em Leeuwarden, nos Países Baixos, a 23 de novembro de 2003.
| Artista         | Canção                  | Língua           | Prémios             | Posição | Pontos |
| --------------- | ----------------------- | ---------------- | ------------------- | ------- | ------ |
| Dept.           | "Sensacions"            | catalão          |                     | 8       | 36     |
| Nux Vomica      | "Barbet pantaï"         | occitano         |                     | 4       | 56     |
| Awful Noise     | "Jarobinka"             | sorábio          |                     | 9       | 31     |
| Transjoik       | "Mijjajaa"              | lapão            | Prémio do Júri      | 1       | 70     |
| Briege Murphy   | "An Mhuir"              | irlandês         |                     | 6       | 39     |
| Gwenno Saunders | "Vodya"                 | córnico          | Prémio do Público   | 3       | 57     |
| Prorastar       | "Michi"                 | friulano         |                     | 10      | 22     |
| Epitaff         | "Yr ateb"               | galês            |                     | 2       | 66     |
| Anubía          | "Ai"                    | galego           |                     | 5       | 44     |
| Bacon and Bones | "It allerheechste guod" | frísio ocidental | Prémio Liet de 2003 | 6       | 39     |

## Liet Internacional de 2004
A terceira edição foi realizada a 22 de outubro de 2004, no teatro De Harmonie, em Leeuwarden, nos Países Baixos.
| Artista                      | Canção                   | Língua           | Prémios                      | Posição | Pontos |
| ---------------------------- | ------------------------ | ---------------- | ---------------------------- | ------- | ------ |
| Niko Valkeapää               | "Rabas mielain"          | lapão            | Prémios do Júri e do Público | 1       | 91     |
| Bombes 2 Bal                 | "Lo Merle"               | occitano         |                              | 2       | 63     |
| The Alyth McCormack Band     | "Dean cadalan samhach"   | gaélico escocês  |                              | 3       | 61     |
| Uxía Senlle                  | "Cadeas"                 | galego           |                              | 3       | 61     |
| EV                           |                          | bretão           |                              | 5       | 52     |
| Kosovni Odpadki              | "Bye bye bombe"          | friulano         |                              | 6       | 49     |
| Elin Fflur                   |                          | galês            |                              | 7       | 39     |
| Istvan Kobjela               |                          | alto sorábio     |                              | 8       | 37     |
| Meindert Talma & the Negroes | "Dûnsje wyldekat dûnsje" | frísio ocidental | Prémio Liet de 2004          | 9       | 32     |
| Ondiep                       |                          | limburguês       |                              | 10      | 25     |

## Liet-Lávlut de 2006
A edição de 2006 foi realizada em Östersund, na Suécia.
| Número | Artista                           | Canção                      | Língua             | Prémios                                         | Posição | Pontos |
| ------ | --------------------------------- | --------------------------- | ------------------ | ----------------------------------------------- | ------- | ------ |
| 01     | Arbe Garbe                        | "Oh moj sin"                | friulano           |                                                 | 7       | 55     |
| 02     | Anna Murray e Iain Finlay Macleod | "An-raoir bha mi coiseachd" | gaélico escocês    |                                                 | 8       | 46     |
| 03     | Moot                              | "Gyn Fockleyn"              | manês              |                                                 | 10      | 38     |
| 04     | Raud-Ants                         | "Kui miä kazvolin kanainõ"  | vótico             |                                                 | 9       | 41     |
| 05     | Gari                              | "Hil ez denak"              | basco              |                                                 | 11      | 30     |
| 06     | Liza Pannetier                    | "Solèu Roge"                | occitano           | Prémio do Público                               | 4       | 69     |
| 07     | Van Wieren                        | "Nim dyn tiid"              | frísio ocidental   | Prémio Liet de 2005                             | 6       | 58     |
| 08     | Jord                              | "Oonhän meilä vielä kieli"  | meänkieli          |                                                 | 5       | 60     |
| 09     | Narf                              | "Santiago"                  | galego             |                                                 | 2       | 78     |
| 10     | Johan Kitti e Ellen Sara Bæhr     | "Luđiin muitalan"           | lapão setentrional | Grande Prémio Lapónico de 2006 e Prémio do Júri | 1       | 86     |
| 11     | Karaván Familia                   | "Shej baxtali"              | romani             |                                                 | 3       | 77     |

## Liet-Lávlut de 2008
A competição foi realizada a 18 de outubro de 2008, na Casa Kulturens, em Lula, na Suécia.
| Número | Artista                        | Canção                    | Língua             | Prémios                                          | Posição | Pontos |
| ------ | ------------------------------ | ------------------------- | ------------------ | ------------------------------------------------ | ------- | ------ |
| 01     | Boy Elliott & The Plastic Bags | "Planeta 19"              | galego             | Prémio A Polo Ghit de 2008                       | 10      | 46     |
| 02     | Surunmaa                       | "Tulethan takasi"         | meänkieli          | Prémio do Público e prémio Laulun-Laulut de 2007 | 8       | 51     |
| 03     | Gwennyn                        | "Bugale Belfast"          | bretão             | Prémio do Público e prémio Nòs Ùr de 2008        | 6       | 54     |
| 04     | Jacques Culioli                | "Hosanna in excelsis"     | corso              | Prémios do Júri e do Público                     | 1       | 80     |
| 05     | Spasulati                      | "Botë e shurë"            | arberesco          |                                                  | 8       | 51     |
| 06     | Elin Kåven                     | "Áibbas jaska"            | lapão setentrional | Grande Prémio Lapónico de 2008                   | 2       | 73     |
| 07     | Jelte Posthumus & Pilatus Pas  | "De wiete wyn hellet oan" | frísio ocidental   | Prémio Liet de 2008                              | 6       | 54     |
| 08     | Carnicats                      | "Oz Dream"                | friulano           |                                                  | 4       | 56     |
| 09     | Yr Annioddefol                 | "Drysu"                   | galês              | Prémio do Júri e prémio Nòs Ùr de 2008           | 11      | 44     |
| 10     | Dixebra                        | "Indios"                  | asturiano          |                                                  | 2       | 73     |
| 11     | Mordens                        | "Good will blessing"      | moksha             | Prémio do Júri e prémio Laulun-Laulut de 2007    | 4       | 56     |

## Liet Internacional de 2009
Em janeiro de 2009, o Conselho da Fundação Liet decidiu continuar realizar o concurso sob o nome de Liet Internacional. A sexta edição da competição foi realizada a 31 de outubro de 2009, no teatro De Harmonie theater, em Leeuwarden, nos Países Baixos.
| Número | Artista               | Canção                     | Língua             | Prémios                                         | Posição | Pontos |
| ------ | --------------------- | -------------------------- | ------------------ | ----------------------------------------------- | ------- | ------ |
| 01     | Alfredo González      | "La nada y tu"             | asturiano          | Prémio de Melhor Canção de 2009                 | 9       | 40     |
| 02     | Zine                  | "Lo Prince Charmant"       | occitano           |                                                 | 10      | 31     |
| 03     | Dr. Drer & CRC posse  | "Apu biu"                  | sardo              | Prémio do Público                               | 2       | 80     |
| 04     | SomBy                 | "Ii iđit vel" / "Ii iđida" | lapão setentrional | Grande Prémio Lapónico de 2009 e Prémio do Júri | 1       | 85     |
| 05     | Lino Straulino        | "Doman"                    | friulano           |                                                 | 3       | 78     |
| 06     | It Langstme en de Dea | "Wikel"                    | frísio ocidental   | Prémio Liet de 2009                             | 5       | 63     |
| 07     | Fiach Moriarty        | "Sea Táim"                 | irlandês           | Prémio do Júri e prémio Nòs Ùr de 2009          | 4       | 75     |
| 08     | De fofftig Penns      | "Platt"                    | baixo-alemão       |                                                 | 8       | 48     |
| 09     | Sunrise not Secular   | "Lasair An t-Oidhche"      | gaélico escocês    | Prémio do Público e prémio Nòs Ùr de 2009       | 7       | 52     |
| 10     | Sattuma               | "Marjaini-Darjaini"        | carélio            |                                                 | 6       | 62     |
| 11     | Sovvaļnīks            | "Pats sevī dzeivs"         | latgálio           |                                                 | 11      | 24     |

## Liet Internacional de 2010
Em 2010, o concurso foi realizado em Lorient, na região administrativa da Bretanha, na França.
| Número | Artista            | Canção            | Língua           | Prémios                                 | Posição | Pontos |
| ------ | ------------------ | ----------------- | ---------------- | --------------------------------------- | ------- | ------ |
| 01     | ORKA               | "Rúmdardrongurin" | feroês           | Prémio do Júri                          | 1       | 88     |
| 02     | Mafia Galega       | "Billarda Sempre" | galego           |                                         | 10      | 29     |
| 03     | Stéphane Casalta   | "Albasgia"        | corso            | Prémio do Júri e prémio SUNS de 2010    | 7       | 59     |
| 04     | Jousnen Järved     | "Verrez Tullei"   | vepes            |                                         | 8       | 45     |
| 05     | Rachel Walker      | "Fada Bhuam"      | gaélico escocês  |                                         | 5       | 65     |
| 06     | Xera               | "Tierra"          | asturiano        | Prémio de Melhor Canção de 2010         | 2       | 78     |
| 07     | Pia-Maria Holmgren | "Geaidnu"         | lapão            | Grande Prémio Lapónico de 2010          | 9       | 44     |
| 08     | Equal Souls        | "Do swalkest"     | frísio ocidental | Prémio Liet de 2010                     | 3       | 75     |
| 09     | Dom Duff           | "Kan an awen"     | bretão           |                                         | 11      | 23     |
| 10     | R.Esistance in Dub | "Fieste"          | friulano         | Prémio do Público e prémio SUNS de 2010 | 4       | 70     |
| 11     | The Temporary      | "Cupan Toast"     | irlandês         |                                         | 6       | 62     |

## Liet Internacional de 2011
A oitava edição foi realizada a 19 de novembro de 2011, no Teatro Giovanni em Údine, a capital histórica da região italiana do Friul.
| Números | Artista             | Canção                                    | Língua               | Prémios                                            | Posição | Pontos |
| ------- | ------------------- | ----------------------------------------- | -------------------- | -------------------------------------------------- | ------- | ------ |
| 01      | Noid                | "Kättepajo"                               | vepesiano            |                                                    | 9       | 40     |
| 02      | Rezia Ladina        | "Id ès capità"                            | romanche             | Festival da Canção Romanche                        | 7       | 55     |
| 03      | Coffeeshock Company | "Gusla mi se je znicila"                  | croata de Burgenland | Prémios do Júri e do Público e prémio SUNS de 2011 | 3       | 80     |
| 04      | Priska              | "Hajra"                                   | friulano             |                                                    | 12      | 28     |
| 05      | Macanta             | "Gaol"                                    | gaélico escocês      |                                                    | 4       | 77     |
| 06      | Rolffa              | "Gulatgo mu?"                             | lapão                | Grande Prémio Lapónico de 2011                     | 11      | 32     |
| 07      | Siroka              | "Hi, vascofona!"                          | basco                |                                                    | 5       | 70     |
| 08      | Cuntra Löm          | "La moncignosa"                           | ladino-dolomítico    | Prémio do Público e prémio SUNS de 2011            | 10      | 35     |
| 09      | Skama la Rede       | "Condenau"                                | asturiano            | Prémio de Melhor Canção de 2011                    | 8       | 52     |
| 10      | Janna Eijer         | "Ien klap"                                | frísio ocidental     | Prémio do Júri e prémio Liet de 2011               | 1       | 83     |
| 11      | Silent Woo Goore    | "Kyrdźasa leźom ali" (Кырӟаса лэзём али)* | udmurte              |                                                    | 2       | 81     |
| 12      | Aoife Scott         | "Donal Ná Fág"                            | irlandês             |                                                    | 6       | 63     |

- *↑  Misidentified as "Emeze" on the Liet International website etc.  "Emeźe" is a different song by the same group.

## Liet Internacional de 2012
A nona edição foi realizada em Gijón, nas Astúrias, em Espanha, no Teatro da Universidade Laboral, a 1 de dezembro de 2012.
| Número | Artista                                  | Canção                    | Língua               | Prémios                                             | Posição | Pontos |
| ------ | ---------------------------------------- | ------------------------- | -------------------- | --------------------------------------------------- | ------- | ------ |
| 01     | Dopu Cena                                | "Trasmetta"               | corso                | Prémio Liet Córsega de 2012                         | 2       | 86     |
| 02     | Enkore                                   | "Muxurik muxu"            | basco                |                                                     | 8       | 41     |
| 03     | Claudia Crabuzza & Claudio Gabriel Sanna | "Ara"                     | catalão (de Alghero) | Prémios do Júri e do Público e prémio SUNS de 2012  | 5       | 64     |
| 04     | Brian Ó hEadhra                          | "Fathainn"                | gaélico escocês      |                                                     | 5       | 64     |
| 05     | Ivan Belosludtsev & 4 Cheber Pios        | "Tau Tynyd" (Тау тыныд)   | udmurte              |                                                     | 9       | 35     |
| 06     | Asturiana Mining Company                 | "Si nun conoces Vaḷḷouta" | asturiano            | Prémio do Público e Prémio de Melhor Canção de 2012 | 4       | 66     |
| 07     | Yldau                                    | "Fjoer"                   | frísio ocidental     | Prémio Liet de 2012                                 | 7       | 52     |
| 08     | JoNoKognos                               | "Mai mai"                 | friulano             | Prémio do Público e prémio SUNS de 2012 (2.º lugar) | 11      | 32     |
| 09     | Lleuwen                                  | "Ar Gouloù Bev"           | bretão               | Prémio do Júri                                      | 1       | 87     |
| 10     | Inger Karoline Gaup                      | "Oainnát go?"             | lapão                | Grande Prémio Lapónico de 2012                      | 9       | 35     |
| 11     | The Voodoolectric                        | "Slickermuul"             | baixo-alemão         |                                                     | 3       | 76     |

## Liet Internacional de 2014
A edição de 2014 foi realizada em Oldemburgo, na Alemanha.
| Número | Artista                                  | Canção                        | Língua            | Prémios                                            | Posição | Pontos |
| ------ | ---------------------------------------- | ----------------------------- | ----------------- | -------------------------------------------------- | ------- | ------ |
| 01     | Banda de Gaitas El Trasno                | "Volviche"                    | galego-asturiano  | Prémio de Melhor Canção de 2014                    | 7       | 36     |
| 02     | Willie Campbell                          | "Fir Chlis"                   | gaélico escocês   |                                                    | 9       | 30     |
| 03     | Bandalheira                              | "Baracho ancho Pereira"       | minderico         |                                                    | 10      | 21     |
| 04     | Adnoz                                    | "Un dra nevez"                | bretão            |                                                    | 4       | 53     |
| 05     | Forefingers Up! – A new Balentia's joint | "Sa luxi 'e su soli"          | sardo/italiano    |                                                    | 3       | 56     |
| 06     | Bruno Rummler                            | "Beppe"                       | frísio ocidental  | Prémio Liet de 2014                                | 5       | 51     |
| 07     | Aila-Duo                                 | "Naharij kandâ"               | lapão de Inari    | Prémio de Músicos e Grande Prémio Lapónico de 2014 | 2       | 64     |
| 08     | The Paintbox                             | "Söss söss söss / Dat Slecht" | baixo saxão       |                                                    | 6       | 40     |
| 09     | Martina Iori                             | "Via con mia mùsega"          | ladino dolomítico | Prémio do Júri e prémio SUNS de 2014               | 1       | 73     |
| 10     | Marina Sadova                            | "Shochmo keche" (Шочмо кече)  | mari              |                                                    | 7       | 36     |

## Liet Internacional de 2017
A décima primeira edição estava programada para ser realizada no final de 2016 em Kautokeino, na Noruega. No entanto, devido à falta de fundos, o concurso foi realizado a 13 de abril de 2017, como parte do Festival da Páscoa Lapónica.
| Número | Artista                            | Canção                                                    | Língua             | Prémios                                                      | Posição | Pontos |
| ------ | ---------------------------------- | --------------------------------------------------------- | ------------------ | ------------------------------------------------------------ | ------- | ------ |
| 01     | Mary Ann Kennedy & Friends         | “Grioglachan” (“Constellation”)                           | gaélico escocês    |                                                              | 6       | 21     |
| 02     | La Schlapp Sauvage                 | “Blanne Käpitan” (“Blind captain”)                        | luxemburguês       |                                                              | 8       | 13     |
| 03     | Zaman                              | “Hïwïtma” (Һыуытма) (“Don’t be cold”)                     | basquir            |                                                              | 4       | 31     |
| 04     | Ruben Semmoh & Romeo Sumter        | “Saka Na Pin” (“Heal the pain”)                           | surinamês          |                                                              | 5       | 25     |
| 05     | UKAN                               | “Den ebet all” (“No one else”)                            | bretão             |                                                              | 6       | 21     |
| 06     | Pavel Aleksandrov & Dmitry Yakimov | “Van'myz ortche” (Ваньмыз ортче) (“Everything will pass”) | udmurte            |                                                              | 3       | 38     |
| 07     | Aafke Zuidersma                    | “Minsk fan wearde” (“Man of value”)                       | frísio ocidental   | Prémio Liet de 2016                                          | 2       | 39     |
| 08     | Ella Marie Hætta Isaksen           | "Luoddaearru” (“Crossroad”)                               | lapão setentrional | Prémios do Júri e do Músico e Grande Prémio Lapónico de 2016 | 1       | 44     |

## Liet Internacional de 2018
A décima segunda edição foi realizada a 23 de maio de 2018, em Neushoorn, Leeuwarden, nos Países Baixos, como parte LF2018 (a cidade de Leeuwarden foi declarada Capital Europeia da Cultura).
| Número | Artista                       | Canção                     | Língua           | Prémios                        | Posição | Pontos |
| ------ | ----------------------------- | -------------------------- | ---------------- | ------------------------------ | ------- | ------ |
| 1      | Afro-Carib Ensemble           |                            | surinamês        |                                | 9       | 75     |
| 2      | Familia Caamagno              |                            | galego           |                                | 12      | 61     |
| 3      | Jenne Decleir                 | “Dans met mij”             | antuérpio        |                                | 10      | 73     |
| 4      | Evgenia Udalova               |                            | komi             |                                | 14      | 26     |
| 5      | Stonecrobs                    | “Yn Frijheid Kinsto Libje” | frísio ocidental | Prémio Liet de 2018            | 5       | 111    |
| 6      | Zaman                         | “Alga” (Алга)              | basquir          |                                | 7       | 110    |
| 7      | Gerda Stevenson & Kyrre Slind | “Aye The Gean”             | escocês          |                                | 3       | 119    |
| 8      | Whyte                         | “Tairm”                    | gaélico escocês  |                                | 11      | 71     |
| 9      | Nastasia Zürcher              | “Espertos”                 | galego           | Prémio de Músicos              | 2       | 133    |
| 10     | Pira                          |                            | arromeno         |                                | 13      | 49     |
| 11     | The Rowan Tree                | “Tresor”                   | córnico          | Prémio do Júri                 | 1       | 141    |
| 12     | Luko Reinders                 |                            | frísio ocidental | Prémio Liet de 2017            | 4       | 116    |
| 13     | Inger Karoline Gaup & band    | “Oahppan lean”             | lapão            | Grande Prémio Lapónico de 2018 | 5       | 111    |
| 14     | Billy Fumey                   | “Bondze Heidi”             | franco-provençal |                                | 8       | 78     |